# Lista de presidentes do Brasil por nascimento
|                                                                                  |  |                                                                               |
| Deodoro da Fonseca, presidente que nasceu há mais tempo, em 5 de agosto de 1827. |  | Jair Bolsonaro, presidente que nasceu há menos tempo, em 21 de março de 1955. |

Esta é uma lista de presidentes do Brasil por nascimento, contendo informações sobre a data de nascimento, a cidade em que nasceram e seus nomes de batismo, além de comparações e estatísticas diversas envolvendo as datas e os lugares. Compreende todas as pessoas que assumiram a presidência, incluindo os que o fizeram de facto ou interinamente, e estão presentes na lista da Biblioteca da Presidência da República.
Aqueles que constituíram as juntas militares de 1930 e 1969 são listados em itálico e sem numeração, dado que não foram presidentes do Brasil de forma isolada. Já Júlio Prestes, Pedro Aleixo e Tancredo Neves, embora não tenham assumido a presidência e nem constem na numeração da ordem histórica, por serem listados separadamente pela Biblioteca da Presidência da República, constam na numeração da lista.
O presidente com a data de nascimento mais antiga é Deodoro da Fonseca, que nasceu em 5 de agosto de 1827, há 197 anos e 226 dias (72 180 dias); o que nasceu há menos tempo foi Jair Bolsonaro, em 21 de março de 1955, portanto há 69 anos e 363 dias (25 566 dias). João Figueiredo é o que nasceu no dia do calendário mais recente: 15 de janeiro; Dilma Rousseff possui a data de aniversário mais tardia: 14 de dezembro. Agosto é o mês em que mais nasceram presidentes brasileiros: sete, considerando os das Juntas, seguido de maio, mês em que nasceram cinco presidentes. Os dias 3 e 4 são aqueles nos quais nasceram mais presidentes (quatro). A menor diferença de tempo entre dois nascimentos é 1 mês e 4 dias (35 dias), referente ao espaço entre os nascimentos de Tancredo Neves e de Ranieri Mazzilli, em 1910. Considerando as Juntas, o menor espaço entre dois nascimentos é de Isaías de Noronha e Mena Barreto: 25 dias, em 1874. A maior diferença entre o nascimento de dois presidentes consecutivos é de 19 anos, 3 meses e 5 dias, referente ao espaço entre os nascimentos de José Sarney e Fernando Collor. A diferença de tempo entre o primeiro e o último nascimento de um presidente é de 127 anos, 7 meses e 2 dias, referente ao espaço entre os nascimentos de Deodoro e Bolsonaro.

## Lista dos presidentes
Em parênteses, ordem desconsiderando os que não tomaram posse e membros de juntas militares.
| OH    | Presidente                | Data de nascimento      | Nome de batismo                       | Local do nascimento        | Ref.          |
| ----- | ------------------------- | ----------------------- | ------------------------------------- | -------------------------- | ------------- |
| 1     | Deodoro da Fonseca        | 5 de agosto de 1827     | Manoel Deodoro da Fonseca             | Marechal Deodoro, AL       | [ 4 ]         |
| 2     | Floriano Peixoto          | 30 de abril de 1839     | Floriano Vieira Peixoto               | Maceió, AL                 | [ 5 ]         |
| 3     | Prudente de Morais        | 4 de outubro de 1841    | Prudente Joze de Moraes e Barros      | Itu, SP                    | [ 6 ]         |
| 4     | Campos Sales              | 15 de fevereiro de 1841 | Manoel Ferraz de Campos Salles        | Campinas, SP               | [ 8 ]         |
| 5     | Rodrigues Alves           | 7 de julho de 1848      | Francisco de Paula Rodrigues Alves    | Guaratinguetá, SP          | [ 9 ]         |
| 6     | Afonso Pena               | 30 de novembro de 1847  | Affonso Augusto Moreira Penna         | Santa Bárbara, MG          | [ 10 ]        |
| 7     | Nilo Peçanha              | 2 de outubro de 1867    | Nilo Procópio Peçanha                 | Campos dos Goytacazes, RJ  | [ 11 ]        |
| 8     | Hermes da Fonseca         | 12 de maio de 1855      | Hermes Rodrigues da Fonseca           | São Gabriel, RS            | [ 12 ]        |
| 9     | Venceslau Brás            | 26 de fevereiro de 1868 | Wenceslau Braz Pereira Gomes          | Brazópolis, MG             | [ 14 ]        |
| 10    | Delfim Moreira            | 7 de novembro de 1868   | Delfim Moreira da Costa Ribeiro       | Cristina, MG               | [ 15 ]        |
| 11    | Epitácio Pessoa           | 23 de maio de 1865      | Epitacio Lindolpho da Silva Pessôa    | Umbuzeiro, PB              | [ 16 ]        |
| 12    | Artur Bernardes           | 8 de agosto de 1875     | Arthur da Silva Bernardes             | Viçosa, MG                 | [ 17 ]        |
| 13    | Washington Luís           | 26 de outubro de 1869   | Washington Luiz Pereira de Souza      | Macaé, RJ                  | [ 18 ]        |
| —     | Júlio Prestes             | 15 de março de 1882     | Júlio Prestes de Albuquerque          | Itapetininga, SP           | [ 19 ]        |
| —     | João Mena Barreto         | 30 de julho de 1874     | João de Deus Menna Barreto            | Porto Alegre, RS           | [ 20 ]        |
| —     | Isaías de Noronha         | 6 de julho de 1874      | José Isaías de Noronha                | Rio de Janeiro, RJ         | [ 21 ]        |
| —     | Augusto Fragoso           | 28 de agosto de 1869    | Augusto Tasso Fragoso                 | São Luís, MA               | [ 22 ]        |
| 14/17 | Getúlio Vargas            | 19 de abril de 1882     | Getulio Dornelles Vargas              | São Borja, RS              | [ 23 ] [ 24 ] |
| 15    | José Linhares             | 28 de janeiro de 1886   | José Linhares                         | Guaramiranga, CE           | [ 25 ]        |
| 16    | Eurico Gaspar Dutra       | 18 de maio de 1883      | Eurico Gaspar Dutra                   | Cuiabá, MT                 | [ 26 ]        |
| 18    | Café Filho                | 3 de fevereiro de 1899  | João Fernandes Campos Café Filho      | Natal, RN                  | [ 27 ]        |
| 19    | Carlos Luz                | 4 de agosto de 1894     | Carlos Coimbra da Luz                 | Três Corações, MG          | [ 28 ]        |
| 20    | Nereu Ramos               | 3 de setembro de 1888   | Nereu de Oliveira Ramos               | Lages, SC                  | [ 29 ]        |
| 21    | Juscelino Kubitschek      | 12 de setembro de 1902  | Juscelino Kubitschek de Oliveira      | Diamantina, MG             | [ 30 ]        |
| 22    | Jânio Quadros             | 25 de janeiro de 1917   | Janio da Silva Quadros                | Campo Grande, MS           | [ 31 ]        |
| 23/25 | Ranieri Mazzilli          | 27 de abril de 1910     | Paschoal Ranieri Mazzilli             | Caconde, SP                | [ 32 ]        |
| 24    | João Goulart              | 1º de março de 1918     | João Belchior Marques Goulart         | São Borja, RS              | [ 33 ]        |
| 26    | Castelo Branco            | 20 de setembro de 1897  | Humberto de Alencar Castello Branco   | Fortaleza, CE              | [ 32 ]        |
| 27    | Artur da Costa e Silva    | 3 de outubro de 1899    | Arthur da Costa e Silva               | Taquari, RS                | [ 34 ]        |
| —     | Pedro Aleixo              | 1º de agosto de 1901    | Pedro Aleixo                          | Mariana, MG                | [ 35 ]        |
| —     | Augusto Rademaker         | 11 de maio de 1905      | Augusto Hamann Rademaker Grünewald    | Rio de Janeiro, RJ         | [ 36 ]        |
| —     | Aurélio de Lira Tavares   | 7 de novembro de 1905   | Aurelio de Lyra Tavares               | João Pessoa, PB            | [ 38 ]        |
| —     | Márcio de Sousa Melo      | 26 de maio de 1906      | Márcio de Souza Mello                 | Florianópolis, SC          | [ 39 ]        |
| 28    | Emílio Garrastazu Médici  | 4 de dezembro de 1905   | Emílio Garrastazu Médici              | Bagé, RS                   | [ 40 ]        |
| 29    | Ernesto Geisel            | 3 de agosto de 1907     | Ernesto Beckmann Geisel               | Bento Gonçalves, RS        | [ 41 ]        |
| 30    | João Figueiredo           | 15 de janeiro de 1918   | João Baptista de Oliveira Figueiredo  | Rio de Janeiro, RJ         | [ 42 ]        |
| —     | Tancredo Neves            | 4 de março de 1910      | Tancredo de Almeida Neves             | São João del-Rei, MG       | [ 43 ]        |
| 31    | José Sarney               | 24 de abril de 1930     | José Ribamar Ferreira de Araújo Costa | Pinheiro, MA               | [ 44 ]        |
| 32    | Fernando Collor           | 12 de agosto de 1949    | Fernando Affonso Collor de Melo       | Rio de Janeiro, RJ         | [ 45 ]        |
| 33    | Itamar Franco             | 28 de junho de 1930     | Itamar Augusto Cautiero Franco        | Mar territorial brasileiro | [ 46 ]        |
| 34    | Fernando Henrique Cardoso | 18 de junho de 1931     | Fernando Henrique Cardoso             | Rio de Janeiro, RJ         | [ 47 ]        |
| 35/39 | Luiz Inácio Lula da Silva | 27 de outubro de 1945   | Luiz Inácio da Silva                  | Caetés, PE                 | [ 48 ]        |
| 36    | Dilma Rousseff            | 14 de dezembro de 1947  | Dilma Vana Rousseff                   | Belo Horizonte, MG         | [ 49 ]        |
| 37    | Michel Temer              | 23 de setembro de 1940  | Michel Miguel Elias Temer Lulia       | Tietê, SP                  | [ 50 ]        |
| 38    | Jair Bolsonaro            | 21 de março de 1955     | Jair Messias Bolsonaro                | Glicério, SP               | [ 53 ]        |

## Nascimentos por século e década
No total, 22 presidentes — 25, considerando a Junta de 1930 — nasceram no século XIX, enquanto 16 — 19, considerando a Junta de 1969 — nasceram no século XX. Contabilizando por década:
| Década | Presidente                | Nascimento |
| ------ | ------------------------- | ---------- |
| 1820   | Deodoro da Fonseca        | 1827       |
| 1830   | Floriano Peixoto          | 1839       |
| 1840   | Campos Sales              | 1841       |
| 1840   | Prudente de Morais        | 1841       |
| 1840   | Afonso Pena               | 1847       |
| 1840   | Rodrigues Alves           | 1848       |
| 1850   | Hermes da Fonseca         | 1855       |
| 1860   | Epitácio Pessoa           | 1865       |
| 1860   | Nilo Peçanha              | 1867       |
| 1860   | Venceslau Brás            | 1868       |
| 1860   | Delfim Moreira            | 1868       |
| 1860   | Tasso Fragoso             | 1869       |
| 1860   | Washington Luís           | 1869       |
| 1870   | Artur Bernardes           | 1870       |
| 1870   | Isaías Noronha            | 1874       |
| 1870   | Mena Barreto              | 1874       |
| 1880   | Júlio Prestes             | 1882       |
| 1880   | Getúlio Vargas            | 1882       |
| 1880   | Eurico Gaspar Dutra       | 1883       |
| 1880   | José Linhares             | 1886       |
| 1880   | Nereu Ramos               | 1888       |
| 1890   | Carlos Luz                | 1894       |
| 1890   | Humberto Castelo Branco   | 1897       |
| 1890   | Café Filho                | 1899       |
| 1890   | Artur da Costa e Silva    | 1899       |
| 1900   | Pedro Aleixo              | 1901       |
| 1900   | Juscelino Kubitschek      | 1902       |
| 1900   | Augusto Rademaker         | 1905       |
| 1900   | Aurélio Lira              | 1905       |
| 1900   | Emílio Garrastazu Médici  | 1905       |
| 1900   | Márcio Melo               | 1906       |
| 1900   | Ernesto Geisel            | 1907       |
| 1910   | Tancredo Neves            | 1910       |
| 1910   | Ranieri Mazzili           | 1910       |
| 1910   | Jânio Quadros             | 1917       |
| 1910   | João Figueiredo           | 1918       |
| 1910   | João Goulart              | 1919       |
| 1930   | José Sarney               | 1930       |
| 1930   | Itamar Franco             | 1930       |
| 1930   | Fernando Henrique Cardoso | 1931       |
| 1940   | Michel Temer              | 1940       |
| 1940   | Luiz Inácio Lula da Silva | 1945       |
| 1940   | Dilma Rousseff            | 1947       |
| 1940   | Fernando Collor           | 1949       |
| 1950   | Jair Bolsonaro            | 1955       |

## Nascidos no mesmo ano ou data

### Mesmo ano
- Campos Sales e Prudente de Morais nasceram ambos em 1841.
- Venceslau Brás e Delfim Moreira nasceram ambos em 1868.
- Júlio Prestes e Getúlio Vargas nasceram ambos em 1882.
- Café Filho e Costa e Silva nasceram ambos em 1899.
- Tancredo Neves e Ranieri Mazzilli nasceram ambos em 1910.
- José Sarney e Itamar Franco nasceram ambos em 1930.

Considerando também as Juntas de 1930 e 1969:
- Tasso Fragoso e Washington Luís nasceram ambos em 1869.
- Isaías de Noronha e João Mena Barreto nasceram ambos em 1874.
- Augusto Rademaker, Aurélio de Lira Tavares e Emílio Garrastazu Médici nasceram em 1905.

### Mesma data
Considerando as Juntas, temos apenas um caso de dois presidentes nascidos no mesmo dia do calendário:
- Delfim Moreira e Aurélio de Lira Tavares nasceram ambos dia 7 de novembro.

## Gerações
Dezesseis Presidentes da República nasceram durante o Império do Brasil. Entre eles Deodoro da Fonseca, que foi o único que nasceu durante o Primeiro Reinado, atingindo a maioridade na década de 1840, já no Segundo Reinado. Seu sucessor, Floriano Peixoto, nasceu durante o Período Regencial, atingindo a maioridade na década de 1850, também no Segundo Reinado. Costa e Silva foi o último (de 25, considerando juntas e impedidos) nascido no século XIX, sendo também o último a presidir tendo nascido naquele século. O primeiro a nascer no século XX foi Pedro Aleixo, mas o primeiro a presidir foi o segundo, Juscelino Kubitschek. Além de Deodoro e Floriano, Prudente de Morais e Campos Sales nasceram e governaram no século XIX, sendo que este último presidia quando da passagem de século.
Prudente de Morais, Campos Sales, Afonso Pena e Rodrigues Alves nasceram durante a década de 1840, durante o Segundo Reinado e atingiram a maioridade e iniciaram suas carreiras políticas nas décadas de 1860 e 1870, sendo que Prudente de Moraes e Campos Sales eram republicanos históricos, sendo que antes de se filiarem a partidos republicanos eram filiados ao monarquista Partido Liberal, já Afonso Pena e Rodrigues Alves foram filiados ao monarquista Partido Conservador durante todo o período monárquico. Hermes da Fonseca, sobrinho de Deodoro da Fonseca, nasceu durante a década de 1850 e atingiu a maioridade na década de 1870, mas somente se envolveu com política após a proclamação da República, quando se tornou ministro da Guerra de Afonso Pena.
Epitácio Pessoa, Nilo Peçanha, Venceslau Brás, Delfim Moreira, Washington Luís e Artur Bernardes nasceram durante as décadas de 1860 e 1870 e atingiram a maioridade na década de 1880. Apesar de terem nascido durante o período monárquico, iniciaram suas carreiras políticas no início da Primeira República Brasileira, pertencendo a primeira geração de presidentes que nunca foram filiados aos partidos monárquicos do Império do Brasil.
Getúlio Vargas, Eurico Gaspar Dutra, José Linhares, Nereu Ramos, Carlos Luz, Humberto Castelo Branco, Café Filho e Artur da Costa e Silva são membros da chamada Geração Perdida, ou seja, indivíduos nascidos entre 1883-1900 e que presenciaram a eclosão da Primeira Guerra Mundial e que viveram parte da vida adulta durante os Loucos Anos 20. Estes quatro últimos, os primeiros nascidos na República, e os quatros primeiros, os últimos nascidos sob regime monarquista. Café foi o primeiro a presidir tendo nascido na República.  O último a presidir tendo nascido no Império foi Nereu Ramos.
Pedro Aleixo, Juscelino Kubitschek, Emílio Garrastazu Médici, Ernesto Geisel, Tancredo Neves, Ranieri Mazzili, Jânio Quadros, João Figueiredo e João Goulart pertencem a chamada Geração Grandiosa, ou seja, a dos indivíduos nascidos entre 1901 e 1924 e que atingiram a maioridade durante a Grande Depressão.
José Sarney, Itamar Franco, Fernando Henrique Cardoso e Michel Temer seriam membros da Geração Silenciosa, a geração dos indivíduos nascidos de 1925 a 1942. Viveram a infância durante a Grande Depressão, na adolescência presenciaram notícias a respeito da Segunda Guerra Mundial e mais tarde já na idade adulta jovem presenciaram o início da Guerra Fria e o surgimento de movimentos de direitos civis nos anos 60. Os dois primeiros foram os últimos a nascerem na Primeira República, enquanto o terceiro o primeiro depois. Temer foi o último a presidir tendo nascido antes do fim da Era Vargas. FHC foi o primeiro a presidir tendo nascido na Era Vargas. Itamar foi o último a presidir tendo nascido na Primeira República.
Luiz Inácio Lula da Silva, Dilma Roussef, Fernando Collor e Jair Bolsonaro seriam da Geração Baby Boomer, pessoas nascidas entre 1943 e 1964. Viveram a infância nas décadas de 1940 e 1950, atingiram a adolescência nas décadas de 1950 e 1960 e atingiram a maioridade nas décadas de 1960 e 1970, sendo que em todo este período de formação presenciaram a Guerra Fria, o que influenciou fortemente a visão política desta geração. O primeiro foi o terceiro e último a nascer na Era Vargas e os outros três os únicos nascidos pós-Vargas e na Quarta República. Collor foi o primeiro a presidir tendo nascido após o fim da Era Vargas e também o primeiro após o fim da Primeira República. Dos 16 nascidos (considerando juntas e impedidos) no século XX, 12 governaram (ou deveriam) no mesmo, sendo que FHC presidia quando da passagem para o XXI.
Ainda não existem presidentes eleitos vindos da Geração X, composta por indivíduos nascidos por volta de 1964 a 1982 e que atingiram a maioridade nas décadas de 1980 e 1990, presenciando na juventude a queda do Muro de Berlim, o fim da Guerra Fria e o início de uma ordem mundial multipolar, porém indivíduos dessa geração estão hábeis a serem eleitos presidentes da república, já que todos já superaram os 35 anos de idade, idade mínima para exercer o cargo.
O mesmo ocorre com a geração seguinte, a Geração Y, composta por indivíduos nascidos entre 1982 e 1995, sendo que estariam hábeis a se candidatarem no próximo pleito eleitoral (eleição presidencial de 2026) somente aqueles nascidos entre 1982 e 1991, devido a idade mínima de 35 anos.

## Chefe de Estado e vice-presidente quando nascido
| Chefe de Estado         | Vice-presidente   | Período   | Presidente(s) |
| ----------------------- | ----------------- | --------- | --- |
| (Dom)Pedro I do Brasil  | Cargo inexistente | 1822–1831 | Deodoro da Fonseca |
| (Dom)Pedro II do Brasil | Cargo inexistente | 1831–1889 | Floriano Peixoto Campos Sales Prudente de Morais Afonso Pena Rodrigues Alves Hermes da Fonseca Epitácio Pessoa Nilo Peçanha Venceslau Brás Delfim Moreira Tasso Fragoso Washington Luís Isaías de Noronha João Mena Barreto Artur Bernardes Júlio Prestes Getúlio Vargas Eurico Gaspar Dutra José Linhares Nereu Ramos |
| Floriano Peixoto        | Cargo vago        | 1891–1894 | Carlos Luz |
| Prudente de Morais      | Manuel Vitorino   | 1894–1898 | Castelo Branco |
| Campos Sales            | Rosa e Silva      | 1898–1902 | Café Filho Costa e Silva Juscelino Kubitschek Pedro Aleixo |
| Rodrigues Alves         | Afonso Pena       | 1902–1906 | Augusto Rademaker Emílio Garrastazu Médici Aurélio de Lira Tavares Márcio de Sousa Melo |
| Afonso Pena             | Nilo Peçanha      | 1906–1909 | Ernesto Geisel |
| Nilo Peçanha            | Cargo vago        | 1909–1910 | Tancredo Neves Ranieri Mazzilli |
| Venceslau Brás          | Urbano Santos     | 1914–1918 | Jânio Quadros João Figueiredo |
| Delfim Moreira          | Cargo vago        | 1918–1919 | João Goulart |
| Washington Luís         | Melo Viana        | 1926–1930 | José Sarney Itamar Franco |
| Getúlio Vargas          | Cargo inexistente | 1930–1945 | Fernando Henrique Cardoso Michel Temer Luiz Inácio Lula da Silva |
| Eurico Gaspar Dutra     | Nereu Ramos       | 1946–1951 | Dilma Rousseff Fernando Collor |
| Café Filho              | Cargo vago        | 1954–1955 | Jair Bolsonaro |

Chefes de Estado vivos durante o governo de um presidente que nasceu em seu governo:
- Pedro II do Brasil (presidente: Floriano Peixoto): Pedro II faleceu em 5 de dezembro de 1891, doze dias depois da posse do segundo presidente do Brasil, ocorrida em 23 de novembro do mesmo ano, que por sua vez nasceu durante a regência de Pedro de Araújo Lima, 1 ano, 2 meses e 18 dias (445 dias) antes da coroação do segundo monarca brasileiro.
- Venceslau Brás (presidente: Jânio Quadros)

## Local de nascimento
Descontando-se as Juntas, o estado onde mais presidentes nasceram foi Minas Gerais (9), seguido por São Paulo (7), Rio Grande do Sul (6), Rio de Janeiro (5) e Alagoas e Ceará (2). A cidade de origem da maioria dos presidentes é a atual cidade do Rio de Janeiro (3), seguida por São Borja (2).
| Local                              | Presidentes | Qtd. |
| ---------------------------------- | --- | ---- |
| Minas Gerais                       | Afonso Pena, Venceslau Brás, Delfim Moreira, Artur Bernardes, Carlos Luz, Juscelino Kubitschek, Pedro Aleixo, Tancredo Neves e Dilma Rousseff | 9    |
| São Paulo                          | Prudente de Morais, Campos Sales, Rodrigues Alves, Júlio Prestes, Ranieri Mazzilli, Michel Temer e Jair Bolsonaro                             | 7    |
| Rio Grande do Sul                  | Hermes da Fonseca, Getúlio Vargas, João Goulart, Artur da Costa e Silva, Emílio Garrastazu Médici e Ernesto Geisel                            | 6    |
| Rio de Janeiro                     | Nilo Peçanha, Washington Luís, João Figueiredo, Fernando Collor e Fernando Henrique Cardoso                                                   | 5    |
| Alagoas                            | Deodoro da Fonseca e Floriano Peixoto | 2    |
| Ceará                              | José Linhares e Castelo Branco | 2    |
| Maranhão                           | José Sarney | 1    |
| Paraíba                            | Epitácio Pessoa | 1    |
| Santa Catarina                     | Nereu Ramos | 1    |
| Mar territorial brasileiro (Bahia) | Itamar Franco | 1    |
| Mato Grosso                        | Eurico Gaspar Dutra | 1    |
| Mato Grosso do Sul                 | Jânio Quadros | 1    |
| Pernambuco                         | Luiz Inácio Lula da Silva | 1    |
| Rio Grande do Norte                | Café Filho | 1    |

| Região       | Qtd.   |
| ------------ | ------ |
| Sudeste      | 23     |
| Nordeste     | 10     |
| Sul          | 9      |
| Centro-Oeste | 2      |
| Norte        | Nenhum |
| Total        | 44     |